# Silmagué
Silmagué, également appelé Silmadjé ou Silmadjo, est une localité située dans le département de Bouroum de la province du Namentenga dans la région Centre-Nord au Burkina Faso. 

## Géographie
Isolé au nord du département, Silmagué se trouve à 12 km au nord-ouest du village de Bellogo, à environ 45 km au nord de Bouroum, le chef-lieu du département, et à plus de 80 km au nord-ouest de Tougouri.

## Histoire
Depuis 2019, le nord du pays est victime d'attaques terroristes djihadistes dont le secteur de Silmagué-Daogo le 26 mai 2019 faisant trois morts dans le village et d'importants dégâts matériels dans les boutiques. Les séries d'attaques ont entrainé la fuite d'un grand nombre de villageois partis vers le sud se réfugier dans les camps de déplacés internes de Bouroum et Kaya.

## Économie
L'économie de Silmagué repose sur l'agro-pastoralisme et l'activité commerciale de son important marché local.

## Éducation et santé
Le centre de soins le plus proche de Silmagué est le centre de santé et de promotion sociale (CSPS) de Bellogo tandis que le centre médical (CM) de la province se trouve à Tougouri.
Silmagué possède une école primaire publique.